# Système D (magazine)
Pour les articles homonymes, voir Système D.
 (mars 2019).
Si vous disposez d'ouvrages ou d'articles de référence ou si vous connaissez des sites web de qualité traitant du thème abordé ici, merci de compléter l'article en donnant les références utiles à sa vérifiabilité et en les liant à la section « Notes et références ».
Système D est un magazine français de bricolage fondé en 1924 par la Société Parisienne d’Édition et appartenant aujourd’hui à  Rustica SA, elle même filiale du groupe Média Participation.

## Description
Système D est un mensuel proposant 12 numéros par an. Il est vendu à 1,2 million d’exemplaires, toutes ventes annuelles cumulées.

## Histoire
Le journal est fondé en avril 1924 par la Société Parisienne d’Édition sous le titre Système D, journal illustré du débrouillard. Le média contient essentiellement des illustrations dessinées.
Le magazine est revendu à Ventillard en 1933 ; le titre devient ensuite Tout le Système D. Les photographies font leur apparition après la guerre.
En 2008, à l’occasion d’un apport partiel d’actifs réalisé le 5 juin et finalisé le 4 septembre, les titres Système D et C’Déco sont transférés à la société PGV Maison, dans laquelle le groupe Média-Participations prend une participation,. Depuis, le magazine est édité par Rustica SA, filiale de Média-Participations.
Depuis vingt ans, le magazine a élargi son audience en donnant naissance à plusieurs autres médias :
- Un trimestriel, Bricothèmes, diffusé à 25 000 exemplaires/numéro présentant un domaine (électricité, aménagements extérieurs, plomberie, etc.) permettant aux lecteurs de maitriser un sujet de A à Z[réf. nécessaire].
- Un site Internet, systemed.fr, avec 1,4 M de visiteurs uniques/mois et 4,5 M de pages vues/mois[réf. nécessaire].
- Un site Internet, cdéco.fr, dédié à la décoration de la maison avec 22 K de visiteurs uniques/mois et 39 K de pages vues/mois[réf. nécessaire].
- Des réseaux sociaux avec 22 000 fans sur Facebook et sur Pinterest[réf. nécessaire].
- Des hors-séries (Bricolage pour tous) et ouvrages de bricolage (L’essentiel du Bricolage) édités en partenariat avec Fleurus éditions et Mango éditions.
- Une nouvelle formule est sortie en février 2025 pour son 101e anniversaire.

## Contenu
La revue présente des exemples de réalisations (sous forme de « pas à pas » photographiés), d’idées et conseils pratiques permettant à ses lecteurs développer leur expertise et leur savoir-faire dans le domaine des aménagements intérieurs et extérieurs de leur maison.
- Des dossiers thématiques avec pas-à-pas pour réussir tous vos projets.
- Des fiches pratiques à détacher et à conserver.
- Des guides d'achat et des bancs d'essai pour faire les bons choix au meilleur prix.
- Les travaux du mois pour aider à planifier tous vos travaux

## Évolution des couvertures
- N° 1 : juin 1924

5 janvier 1930
Mai 1936
Mars 1942
Juin 1948